# Grace Lewis
Grace Lewis (fl. XIX-XX secolo) è stata un'attrice statunitense del cinema muto.
Non si conoscono dati certi sull'attrice che, nella sua carriera girò oltre una quarantina di film (tutti cortometraggi, lunghezza di prassi all'epoca), girati tutti negli anni dieci.
Fece il suo esordio sullo schermo diretta da David W. Griffith alla Biograph. Passò quindi a lavorare alla Vitagraph e poi all'Universal Film Manufacturing Company.

## Filmografia
- The Impalement, regia di David W. Griffith - cortometraggio (1910)
- Crazy Apples - cortometraggio (1910)
- The League of Mercy - cortometraggio (1911)
- Easter Babies - cortometraggio (1911)
- The Welcome of the Unwelcome - cortometraggio (1911)
- The Strategy of Ann, regia di George D. Baker - cortometraggio (1911)
- Over the Chafing Dish - cortometraggio (1911)
- The Missing Will - cortometraggio (1911)
- The Foolishness of Jealousy, regia di Edwin R. Phillips - cortometraggio (1911)

- All a Mistake, regia di Francis J. Grandon - cortometraggio (1912)

- A Queer Elopement, regia di Dell Henderson - cortometraggio (1913)

- Edwin Masquerades, regia di Dell Henderson - cortometraggio (1913)
- The Best Man Wins, regia di Dell Henderson - cortometraggio (1913)